# ساسان أنصاري
ساسان أنصاري (4 مايو 1991 بشيراز في إيران - ) هو لاعب كرة قدم إيراني في مركز الهجوم. لعب مع نادي فولاد خوزستان.

## وصلات خارجية
- ساسان أنصاري على موقع قاعدة بيانات كرة القدم.إي يو (الإنجليزية)
- ساسان أنصاري على موقع Soccerway.com (الإنجليزية)